# بیک (هلند)
بیک (به هلندی: Beek) یک منطقهٔ مسکونی در هلند است که در Beek واقع شده‌است. بیک ۸۱ متر بالاتر از سطح دریا واقع شده‌است.